# Simon Berman
Simon Berman  (Watergang, 24 april 1861 – Haarlem, 19 oktober 1934) was een Nederlandse burgemeester.

## Leven en werk
Berman werd in 1861 geboren als zoon van Alexander Johan Berman en Gerarda Blom. Berman begon zijn loopbaan als gemeenteambtenaar onder meer in Wormerveer. Hij werd vervolgens benoemd tot secretaris van de gemeente Barsingerhorn. In 1890 volgde zijn benoeming tot burgemeester van de gemeenten Kwadijk, Middelie en Warder. In 1894 werd hij burgemeester van Schagen. In 1900 besloot hij om het ambt van burgemeester neer te leggen, omdat hij de uitvoering van dit ambt niet kon rijmen met zijn levensovertuiging. Hij werd waarnemend administrateur van de Haagse drukkerij "De Vrede". Hij vestigde zich daarna in Laren in Het Gooi. De onderbreking van zijn loopbaan in het publieke bestuur duurde negen jaar. In 1909 werd hij weer benoemd tot burgemeester en wel van de Groningse gemeente Bedum. Hij sloot zijn bestuurlijke carrière af als burgemeester van Alblasserdam, waar hij van 1914 tot 1923 burgemeester was.
Berman trouwde op 11 juli 1889 in Bennebroek met Johanna Diderica Helena Willink. Hij overleed in 1934 op 73-jarige leeftijd in Haarlem. Hij werd begraven op de algemene begraafplaats te Heemstede.